# Kazimierz Żebrowski
Kazimierz Zebrowski (Varsó, 1891. március 4. – Varsó, ?) lengyel jégkorongozó, olimpikon.

## Pályafutása
Az 1928. évi téli olimpiai játékokon játszott a jégkorongtornán a lengyel csapatban. Az B csoportba kerültek, ahol rajtuk kívül csak kettő csapat volt. Első mérkőzésükön 2–2-es döntetlent játszottak a svédekkel, majd egy szoros mérkőzésen 3–2-re kikaptak a csehszlovák csapattól. A csoportban az utolsó helyen végeztek 1 ponttal. Összesítésben a 9. lettek. Zebrowski mind a két mérkőzésen játszott és nem ütött gólt.
Klubcsapata az AZS Varsó volt. Ötszörös lengyel bajnok: 1927, 1928, 1929, 1930, 1931.
A második világháború alatt halt meg Varsóban.